# تسوگارو تامه‌نوبو
تسوگارو تامه‌نوبو (به ژاپنی: 津軽 為信 Tsugaru Tamenobu); ۱۸ ژانویهٔ ۱۵۵۰ – ۲۹ مارس ۱۶۰۷) سامورایی و دایمیو در قلمرو هیروساکی در دوره سنگوکو اهل ژاپن بود.